# Monique van Haver
Monique van Haver (31 agosto 1948) è un'ex tennista belga.

## Carriera
In carriera ha raggiunto una finale di doppio al Barcelona Ladies Open nel 1972. Nei tornei del Grande Slam ha ottenuto il suo miglior risultato raggiungendo i quarti di finale di doppio all'Open di Francia nel 1976, in coppia con la connazionale Michèle Gurdal.
In Fed Cup ha disputato un totale di 50 partite, collezionando 22 vittorie e 28 sconfitte.

## Statistiche

### Doppio

#### Finali perse (1)
| Numero | Anno            | Torneo                            | Superficie  | Compagna       | Avversarie in finale                   | Punteggio |
| 1.     | 23 ottobre 1972 | Barcelona Ladies Open, Barcellona | Terra rossa | Michèle Gurdal | Gail Sherriff Chanfreau Nathalie Fuchs | 4-6, 2-6  |